# ГЕС-ГАЕС Круачан
ГЕС-ГАЕС Круачан (англ. Cruachan Power Station) — гідроелектростанція в центральній частині Шотландії, на заході Грампіанських гір.
Верхній резервуар станції створили на струмку, який стікає з південного схилу гірського масиву Бен-Круачан у озеро Лох-Ейв (через річку Ейв має сток у затоку Атлантичного океану Loch Etive). Для цього звели бетонну контрфорсну греблю висотою 46 метрів та довжиною 311 метрів, на спорудження якої пішло 116 тис. м3 матеріалу. В результаті утворилась водойма із об'ємом 10 млн м3, яка може забезпечувати роботу ГАЕС протягом до 22 годин. Хоча основною функцією комплексу є гідроакумуляція, проте до сховища Бен-Круачан за допомогою водозбірної мережі тунелів та труб загальною довжиною 19 км збирається вода з місцевих струмків. Це дозволяє виробляти 10 % електроенергії за рахунок природного припливу.
Як нижній резервуар використовується згадане вище озеро Лох-Ейв, при цьому різниця у висоті між водоймами складає 396 метрів. Із верхнім резервуаром машинний зал з'єднують дві напірні шахти, із нижнім — тунель довжиною 0,9 км та діаметром 7 метрів.
Машинний зал станції споруджений у підземному виконанні та має розміри 91,5х21,5 метра при висоті 38 метрів. Крім того, поряд розташований менший зал для трансформаторного обладнання. Доступ до них здійснюється з поверхні через тунель довжиною 1 км перетином 7,3х4 метри. Всього при спорудженні ГАЕС знадобилась виїмка 220 тис. м3 скельного матеріалу.
Основне обладнання станції становлять чотири оборотні турбіни типу Френсіс одиничною потужністю до 110 МВт у турбінному режимі та до 120 МВт у насосному режимі. ГАЕС може вийти на повну потужність за дві хвилини, або навіть за 30 секунд при застосуванні стисненого повітря для прокручування лопатей турбін.
Зв'язок з енергосистемою відбувається по ЛЕП, що працює під напругою 275 кВ.
У 2014 році власник станції компанія Scottish Power оголосила про плани збільшення її потужності більш ніж у 2 рази — до 1040 МВт.